# Titidius dubitatus
Titidius dubitatus es una especie de araña del género Titidius, familia Thomisidae.

## Distribución
Esta especie se encuentra en Brasil.

## Taxonomía
Fue descrita por B. A. M. Soares & H. E. M. Soares en 1946.
Tratamiento taxonómico
La especie aparece registrada y publicada en Contribuição ao estudo das aranhas do estado do Espírito Santo. Papéis Avulsos do Departamento de Zoologia, Secretaria de Agricultura, Sao Paolo 7: 51–72.